# Triamyxa coprolithica
Triamyxa coprolithica — викопний вид жуків, єдиний у родині Triamyxidae з підряду міксофагів (Myxophaga). Існував у пізньому тріасі, 230 млн років тому.

## Скам'янілості
Рештки жуків знайдено у копролітах динозавра Silesaurus opolensis з глиняного кар'єра в Польщі. Жуки були виявлені в Європейському центрі синхротронного випромінювання в Греноблі за допомогою тривимірної рентгенівської мікротомографії. Таким чином у екскрементах динозаврів завдовжки 17 міліметрів (діаметр: 21 міліметр) було виявлено двох повністю збережених жуків, 12 інших жуків з частково або повністю відсутніми кінцівками та численними ізольованими частинами тіла.
Копроліт та голотип роду всередині нього зберігаються в Інституті палеобіології Польської академії наук у Варшаві.

## Назва
Назва роду Triamyxa походить від геологічної епохи тріасу, з якого походять знахідки роду, та до підряду Міксофага, з яким, здається, рід найтісніше пов'язаний. Видовий епітет coprolithica вказує на знаходження цих жуків в копролітах.

## Опис
Жуки завдовжки 1,4-1,7 мм і 0,4-0,5 міліметра завширшки. Зразки були з неушкодженими вусиками та лапками, що вказує на те, що динозавр ковтав комах цілком.

## Систематика
На момент відкриття це найстаріший відомий представник підряду Myxophaga. Вид було інтерпретовано як або найбазальніший член міксофаг або сестринська група до гідроскафід (Hydroscaphidae).